# Uščel'e Alamasov
Uščel'e Alamasov (Ущелье Аламасов) è un film del 1937 diretto da Vladimir Adol'fovič Šnejderov.